# Forêt de Pail
La forêt de Pail est une forêt privée de 2 737 hectares située dans les communes d'Averton (90 %) et Crennes-sur-Fraubée (10 %), dans le département de la Mayenne, à 30 km à l'est de la ville de Mayenne. La forêt appartient à la famille de Poix, résidant au château de Lorgerie situé au cœur de la forêt.

## Géographie
C'est une forêt située dans le Nord-Est du département de la Mayenne. Elle est exclue du parc naturel régional Normandie-Maine qu'elle jouxte à sa partie centrale sud. Elle se présente comme un massif de 2 737 ha, allongé sur 10 km du nord-est au sud-ouest. La partie nord-est se termine par la Corniche de Pail qui, se prolongeant vers le nord, jusqu'à Pré-en-Pail, monte à 383 m, rivalisant avec au nord-est le mont des Avaloirs qui culmine à 416 m, point le plus haut de l'Ouest de la France. La forêt s'étend sur deux communes : la plus grande partie sur Averton et le reste sur Crennes-sur-Fraubée. La Corniche de Pail s'étend sur trois communes qui portent son nom : Villepail, Saint-Cyr-en-Pail et Pré-en-Pail.

## Toponymie

### Mentions anciennes
Le nom de la forêt est mentionné sous les formes suivantes : Foresta que vocatur Pail au XIe siècle. (Bibl. nat. , lat. 5.444, f. 492); Sylva que Pal vocatur en 1096 (Cartulaire de Saint-Vincent, ch. 502); Foresta de Pail en 1097 (Histoire de Mayenne, pr. XII); Foresta de Pratis au XIIe s. (Cartulaire de la Couture, p. 196); Foresta nuncupata de Paail en 1374 (Archives nationales X/1a. 45, f. 207); La forêt segréat de Pail en 1669 (Aveu de Mayenne).

### Étymologie
L'étymologie de Pail est obscure et probablement pré-latine. Une hypothèse récente suggère que Pail procède de l'indo-européen *pala « montagne », apparenté à la racine indo-européenne *palis, *pales « hauteur rocheuse » à comparer au latin palatinus (« Mont Palatin ») et correspondrait nettement au relief de la corniche de Pail. La principale objection à cette proposition étant le maintien du p- indo-européen initial, car il aurait dû s'effacer en gaulois, *palis ayant en effet donné alis- / ales- « hauteur rocheuse, falaise » que l'on retrouve dans Alizay (Eure); Alise-Sainte-Reine (Côte-d'Or), etc..

## Histoire
À l'époque de l'indépendance gauloise toutes ces régions étaient couvertes d'une vaste forêt. Elle devait servir de marche frontière entre les Aulerques Diablintes et les Essui et les Sagii. La taille de cette forêt ne représente plus qu'une infime partie de ce qu'elle était au début du Moyen Âge en occupant un vaste territoire entre la Normandie et le Maine.
Le défrichement fut important au XIe siècle et XIIe siècle  , précédé par l'établissement d'ermites, en particulier à Saint-Sulpice-des-Chèvres (Gesvres) et la Trinité (sancta Trinita de Palea, 1146) (Pré-en-Pail).
La forêt appartint  au XIe siècle à Gaultier le Boigne, bienfaiteur du prieuré de d'Assé-le-Boine et en partie de Robert, fils de Viternus de Juillé qui, partant pour Jérusalem, donna au prieur de Pré-en-Pail les dîmes et redîmes de la forêt, 1096. Guillaume de Doucelle fut héritier des Le Boigne en 1244 ; il eut pour successeurs les sieurs de La Ferté, seigneurs de Resné en Lignières-la-Doucelle.
En 1364, la forêt passe à André d'Avertonn, chevalier qui l'acheta aux héritiers de la Ferté pour 1 024 florins. Il augmenta son domaine par de nouvelles acquisitions sur Jean de Bazeille et Jean d'Usages, confirmées en 1398, par arrêt du parlement. Les sieurs d'Averton gardèrent toujours depuis ce domaine jusqu'au décès de la veuve de René-Emmanuel d'Averton, en 1706.

### Juridiction
La forêt de Pail formait un fief ayant haute, moyenne et basse justice, parfaitement distinct des seigneuries voisines de Pré-en-Pail ou d'Averton, et mouvant de la baronnie de Mayenne, comme le reconnait Jean d'Averton, en 1475.
La forêt de Pail dépendait d'une juridiction spéciale . Elle comprenait : bailli, procureur, greffier, sergent; ils tenaient leurs assises à Courcité. En sont baillis : 

Jean Mouchet, 1450, 1457;

Julien Chéreau, sieur de la Forêt, écuyer, 1457 ;

Jean Pitard, 1459;

Jean Blanchet, 1483;

Claude Le Breton, 1625.

### Droits d'usages
Un bourgeois de Villaines était tenu « de garder les arcs et artilleries du seigneur et de ses forestiers, et aussi espies et autres ferrements quant on les luy baille à garder en son hostel».
Le commandeur du Grateil, pour son droit d'usage, devait un souper et un dîner au seigneur et à sa dame, ses gens, ses chevaux, et ses chiens.

### Exploitation
En 1384, il y avait un fermier de la forêt. Jean Lemegissier, curé de Grazay, qui avait fait un marché avec lui pour mettre en forêt autant de porcs qu'il voudrait, « sans aller au panage », ni faire déclaration, en payant quatre denniers pour les petits et huit pour les gros, se plaignit à l'official qu'on lui eût saisi, malgré la convention faite, sa bande de soixante-huit porcs,.
En 1785, Mademoiselle de Berthomas, maître de forges de la Gaudinière, se plaint d'attroupements et de « révoltes » de ses ouvriers en forêt de Pail ; elle dénonce les frères Brault, d'Averton, qu'elle considère comme les meneurs.
En 1787, les bûcherons étaient en grève et des coups de fusil furent tirés sur deux « dresseurs de fours » qui voulaient travailler.
En 1792, la forêt est dévastée, les gardes sont menacés de mort. Guérin, maître des forges de la Gaudinière, veut résilier son bail, 1793. On y place un cantonnement, 3 décembre 1796. Le 26 novembre 1797, un parti de Chouans s'était retiré dans la forêt.

## Biodiversité
Geofroy d'Averton donne sept chênes à prendre chaque année aux religieux de Beaulieu, 1326. Précédemment les seigneurs de Doucelle en avaient donné le même nombre aux moines de Saint-André de Montfort.
La forêt de Pail est composée de près de 80 % de chênes et quelques replantations de résineux. Elle se situe sur un bloc de quartzites et grès primaires.
Chênaies acidiphiles. Sur le flanc Est du synclinal de Pail, certains secteurs de la forêt possèdent des hêtraies à houx acidiphile et des tourbières boisées. (ZNIEFF)